# رودا (شهرستان مونگکی)
رودا (به لهستانی:  Ruda) یک روستا در لهستان است که در گمینا کرپنو واقع شده‌است.